# Бхінд (округ)
|Густота = 320
```
|Площа                            = 4459 
|Часовий пояс                     = +5:30
|Сайт                             = 
https://web.archive.org/web/20181128185531/http://www.bhind.mp.gov.in/
```

Бхінд (англ. Bhind) — округ в індійському штаті Мадх'я-Прадеш. Входить в Дивізіон Чамбал . Утворений в 1948 році і є одним із шести початкових округів штату. Адміністративний центр — місто Бхінд. Площа округу — 4459 км². За даними всеіндійського перепису 2001 року населення округу становило 1 428 559 чоловік. Рівень грамотності дорослого населення становив 70,5 %, що вище середньоіндійського рівня (59,5 %). Частка міського населення становила 23,7 %.